# 中島健 (銀行家)
中島 健（なかじま たけし、1924年1月17日 - 1990年1月24日）は、日本の経営者。三井信託銀行社長を務めた。東京都出身。

## 経歴・人物
1945年に東京帝国大学経済学部を卒業し、三井信託銀行に入行した。1973年に取締役に就任し、1977年に常務、1979年に専務、1982年に副社長を経て、1987年6月には社長に就任。
1990年1月24日急性心不全のために社長在任中に死去。66歳没。